# Douglas McGregor
Douglas McGregor (1906 - 1964) va ser professor de Gestió de la Sloan School of Management del MIT i president de l'Antioch College des de 1948 fins a 1954. És especialment conegut per la Teoria X i la Teoria Y sobre la gestió de persones a les empreses.

## Carrera professional i acadèmica
McGregor va néixer a Detroit el 1906 i es va graduar en enginyeria mecànica al Rangoon Institute of Technology i amb el títol superior a la Wayne State University l'any 1932. Posteriorment va obtenir el màster en arts i els doctorat en psicologia a la Universitat Harvard el 1944 i 1955 respectivament.

### El costat humà de l'Empresa
El seu llibre "El costat humà de l'Empresa", publicat el 1960, va tenir una profunda influència sobre les pràctiques de l'educació. En ell diferenciava dues tendències principals per motivar als treballadors en entorns laborals. La "teoria X" partia dels models preexeistents que es basaven en l'autoritat, la direcció i el control. Per contra la "teoria Y" defensava un model de gestió i motivació basada en la integració i l'autocontrol dels treballadors. La Teoria Y és l'aplicació pràctica de la psicologia humanista popularitzada per Abraham Maslow aplicada a la gestió científica al context de les organitzacions.
Se sol pensar en ell com un defensor de la Teoria Y, però, com Edgar Schein diu en la seva introducció posterior de McGregor, pòstum (1967), El llibre Professional Manager: "En els meus propis contactes amb Doug, sovint em vaig trobar descoratjat pel grau en què la teoria Y s'ha convertit com un conjunt monolític de principis com els de la teoria X, l'excés de generalització que Doug estava lluitant, No obstant això, pocs lectors estaven disposats a reconèixer que el contingut del llibre de Doug fet tal punt neutre o que la mateixa presentació de Doug del seu punt de vista era que amb fredor científica ".
Graham Cleverley en gestors & Magic (Longman, 1971) comenta: "... ell va encunyar els dos termes de la Teoria X i Y la teoria i els va utilitzar per etiquetar dos conjunts de creences d'un administrador podria tenir sobre els orígens del comportament humà. Va assenyalar que la mateixa conducta del gerent serà en gran manera determinat per les creences particulars que subscriu. McGregor espera que el seu llibre que els directors investiguessin els dos conjunts de creences, o inventar-ne d'altres, posar a prova la hipòtesi que el sustenta, i desenvolupar de gestió les estratègies que tenia sentit en termes de visites a les d'assaig de la realitat (...) Però això no és el que va succeir. En lloc McGregor va ser interpretat com una defensa de la Teoria Y com un nou i superior d'ètica - un conjunt de valors morals que han de substituir els administradors dels valors solen acceptar ".
El costat humà de l'Empresa va ser votada com la quarta obra del segle XX més influent en el manegement pels socis de la Academy of Management.